# Órgão de soberania (Portugal)
Em Portugal, órgão de soberania é um órgão do Estado em que está depositada parte da sua soberania.

## Antigo Regime
Antes da Monarquia Constitucional os órgãos de soberania em Portugal eram o Rei e as Cortes. O Rei, enquanto entidade política soberana, detinha poderes absolutos e governava por Decreto. Não eram contudo poderes plenos, pois as Cortes, de acordo com o direito consuetudinário português retinham alguns poderes, tais como o direito de consulta antes do lançamento de impostos, da quebra da moeda ou de outros assuntos graves do País. Mas mais significativos eram os poderes de jurar o herdeiro da Coroa, afastar o Soberano do governo do Reino ou mesmo depô-lo da Coroa, nomear ou confirmar uma Regência (colectiva ou singular) e, em caso de vagatura da Coroa e na ausência de herdeiro directo, eleger um novo Rei.
Primeiro reunindo apenas com representantes do Alto Clero e da Alta Nobreza, nas Cortes passaram também a ter assento os procuradores dos concelhos (representantes dos homens-bons) a partir das Cortes de Leiria de 1254, convocadas pelo Rei D. Afonso III. Foi a primeira expressão da participação do povo no exercício do poder político.
Com o Despotismo Iluminado os Reis D. João V, D. José I e D. Maria I deixaram de convocar as Cortes, ficando os seus poderes dormentes.

## Monarquia Constitucional
Com o Liberalismo voltaram as Cortes a exercer os seus poderes soberanos. Exerceram as Cortes por duas vezes o poder constituinte originário. Primeiro com as Cortes Extraordinárias e Constituintes da Nação Portuguesa que aprovaram a Constituição de 1822. Depois as Cortes que aprovaram a Constituição de 1838. Já na vigência da Carta Constitucional de 1826 também as Cortes aprovaram revisões constitucionais.
Neste novo regime emergiu a teoria, com consagração constitucional, dos quatro poderes soberanos:
- Poder Moderador: exercido exclusivamente pelo Rei.
- Poder Executivo: exercido conjuntamente pelo Rei e pelos Ministros.
- Poder Legislativo: exercido pelas Cortes.
- Poder Judicial: pela primeira vez autónomo, exercido pelos Tribunais.

## República
Na III República a Constituição prevê os seguintes órgãos de soberania:
- Presidente da República;
- Assembleia da República;
- Governo;
- Tribunais.

A Constituição estabelece também a separação e interdependência dos poderes dos órgãos de soberania. O Presidente da República pratica actos do poder moderador e do poder executivo. A Assembleia da República exerce o poder legislativo. O Governo pratica actos do poder executivo e do poder legislativo. E os Tribunais exercem o poder judicial.
Nota-se que apesar de Açores e Madeira gozarem de autonomia, os seus órgãos de governo próprio não são órgãos de soberania. Ao contrário do que sucede nos estados federais, em que a soberania é partilhada entre o governo federal e os estados federados, nos estados unitários como Portugal as regiões autónomas não detêm soberania.